# (3463) Kaokuen
(3463) Kaokuen est un astéroïde de la ceinture principale.

## Description
(3463) Kaokuen est un astéroïde de la ceinture principale. Il fut découvert le 3 décembre 1981 à Nanking par l'observatoire de la Montagne Pourpre. Il fut nommé en honneur de Charles Kao. Il présente une orbite caractérisée par un demi-grand axe de 2,45 UA, une excentricité de 0,13 et une inclinaison de 3,0° par rapport à l'écliptique.

## Compléments